# Postatakarékpénztár
A Magyar Királyi Postatakarékpénztár épületét (Budapest V. ker., Hold utca 4.) 1901-ben adták át, Lechner Ödön és Baumgarten Sándor tervei alapján épült szecessziós stílusban. Budapest kiemelkedő szecessziós műemlékének számít. Ma a Magyar Államkincstár működik benne.

## Építési története
Az 1800-as évek végének gazdasági fellendülésével az országos bankhálózat is fejlődni kezdett, 1895-ben létrejött a Magyar Királyi Postatakarék-pénztár. Az 1899-ben budapesti székház felépítésére kiírt pályázatot Lechner Ödön terve nyerte, az épület másfél év alatt készült el, és Lechner életművének egyik legkiemekedőbb alkotásává vált. A Postatakarék-pénztár székháza a kor legolcsóbban felépített középületének számított. Az épület a magyarországi szecesszió csúcspontja, Lechner pályájának csúcsa, szintézise. 1900-ban az épületért a Képzőművészek egyesülete „Nagy Aranyéremmel” tüntette ki, és 1900. július 1-jén I. Ferenc József magyar királytól megkapta a „királyi tanácsos” címet is.

## Jellegzetességei
Lechner magyaros stíluskeresésének és a szecesszió magyarországi kezdetének egyik legszebb példája. Lechner letisztult formavilága ennél az épületénél érvényesül a legtökéletesebben. A lechneri szecesszió jellemzői a magyaros virágmotívumok és a színes kerámiacserepek és majolikák. A sarok- és középrizalitokat nyolcszögletű oszlopok mutatják, felül indiai motívumú toronyvégződésekkel. A magas, tagolt tetőn színes Zsolnay-kerámiadíszeket és cserepeket alkalmaztak. Takarékpénztárról lévén szó, az oromzatot aranysárga méhkasok díszítik, mint a gyűjtögetés és takarékosság szimbólumai. Az épület építészeti szenzációjának, technikai újdonságának számított a pénztárcsarnok üvegkupolája, ezt azonban a 30-as években, miután az időjárás viszontagságai következtében balesetveszélyessé vált, le kellett bontani, majd teljesen más jellegű tetővel pótolták. A székház Lechner által tervezett berendezését a 30-as években, a Bauhaus terjedésével, a szecesszió elleni támadás jegyében lecserélték, csak 2 pad maradt meg.

## Képtár

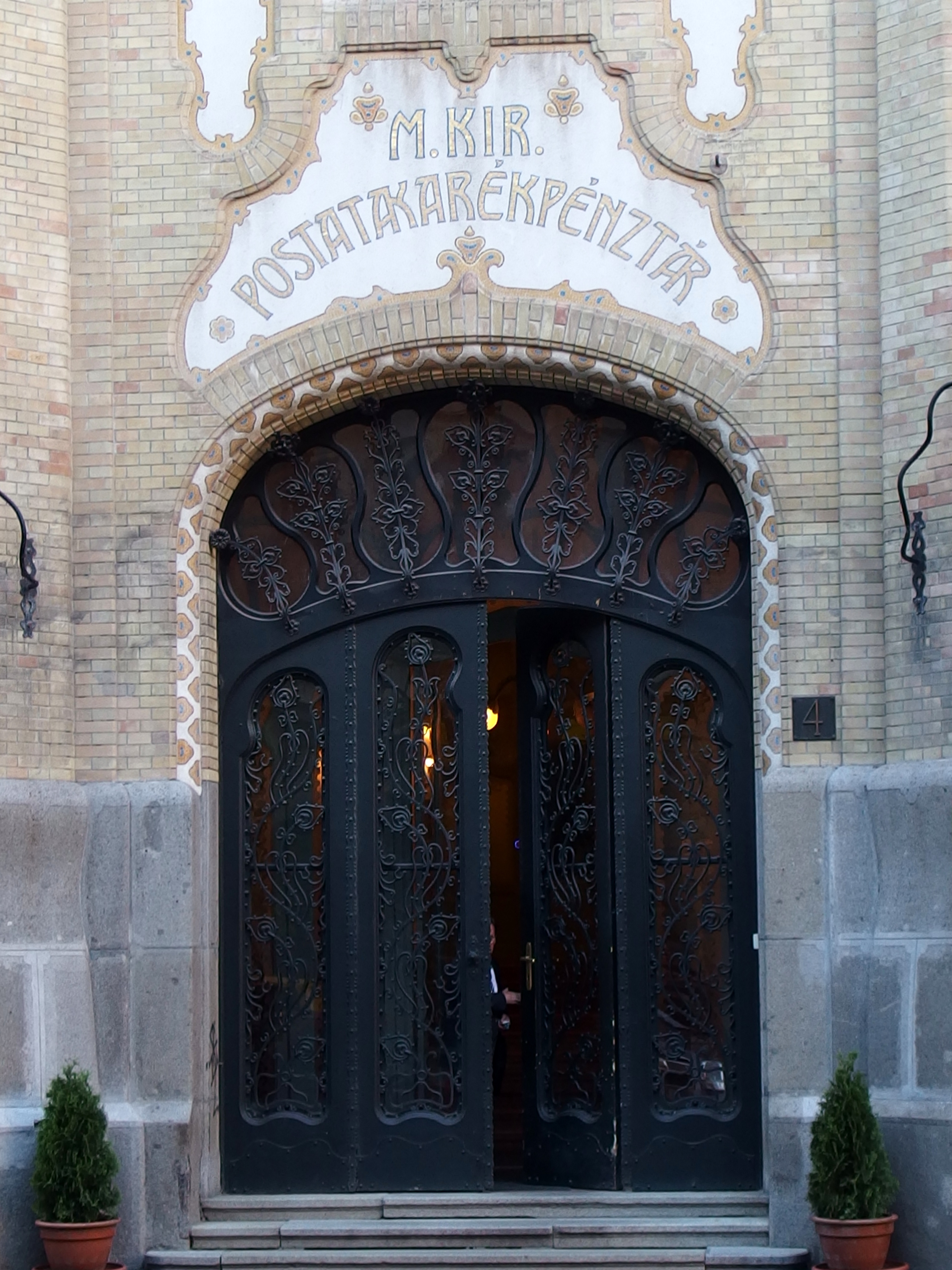
Bejárat
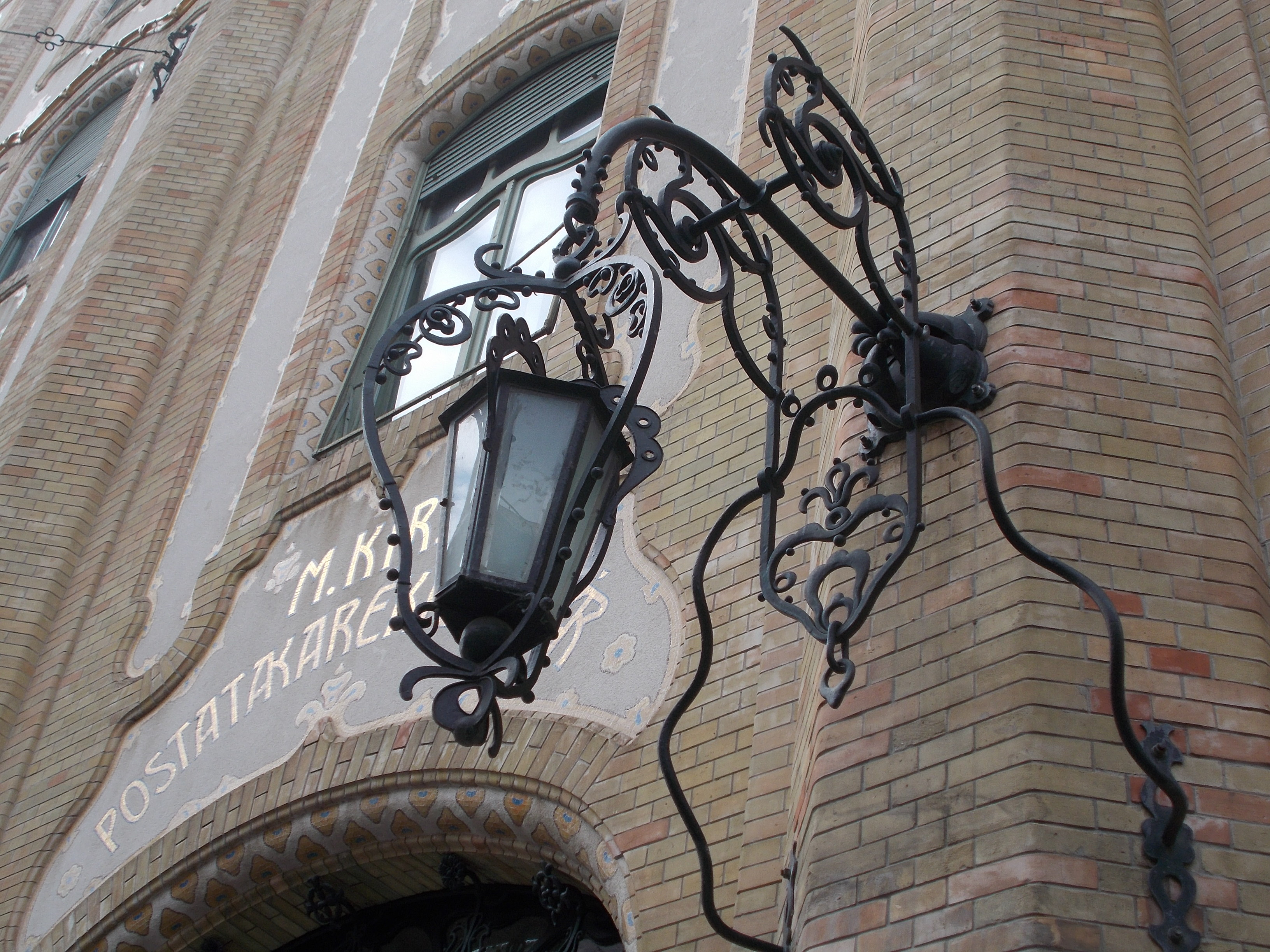
Világítótest
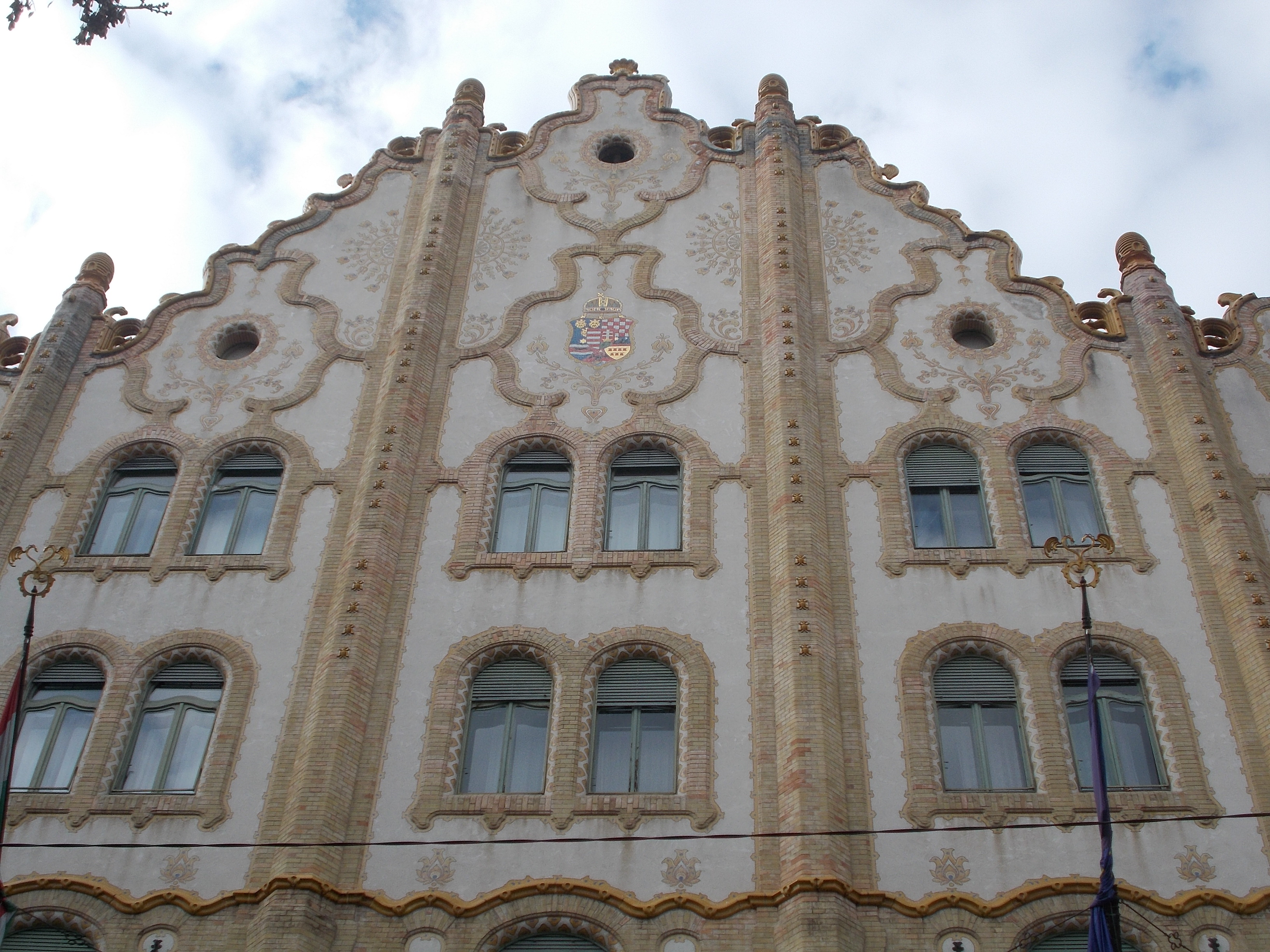
Homlokzatrészlet
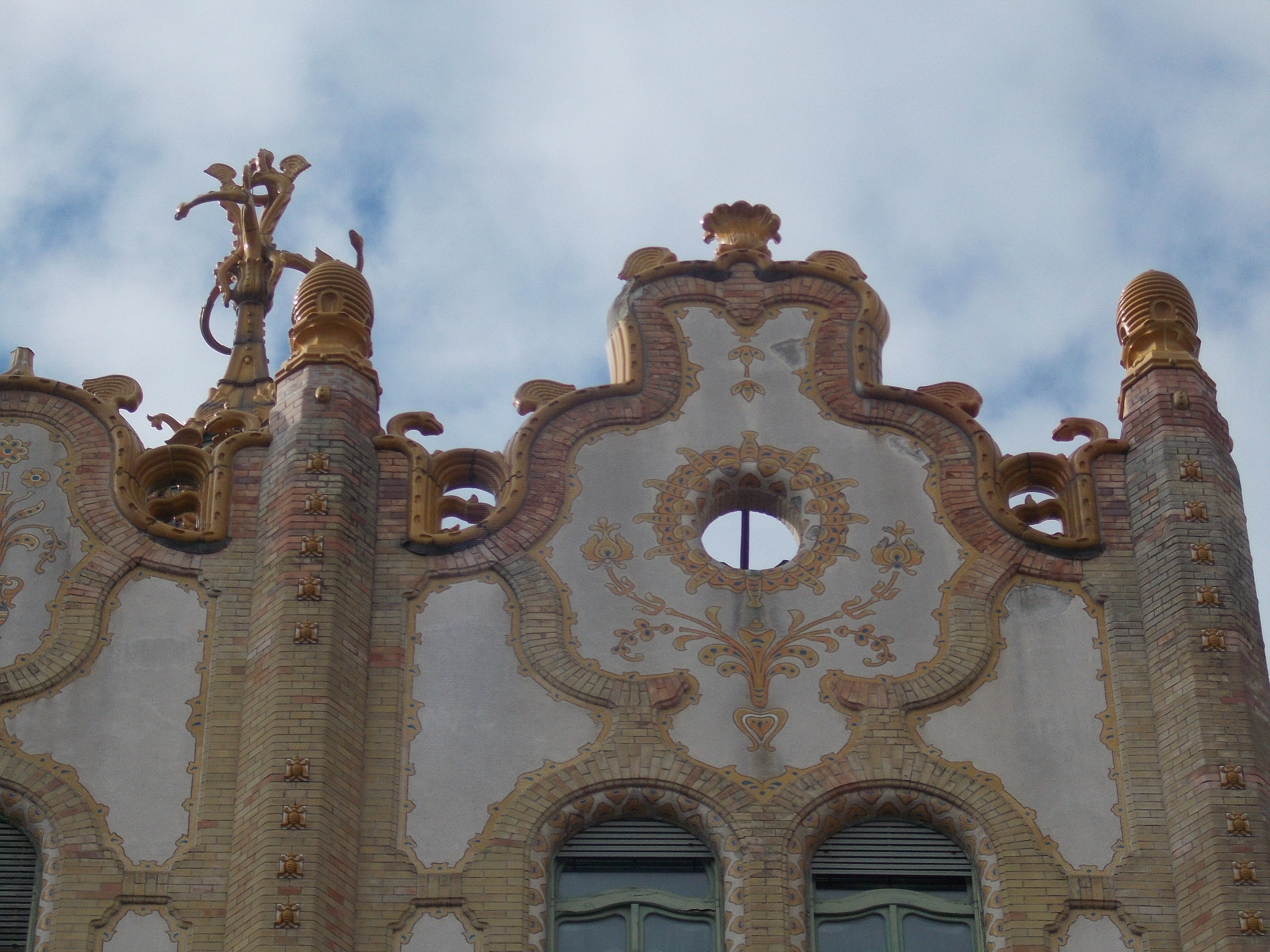
Felső díszítésrészlet
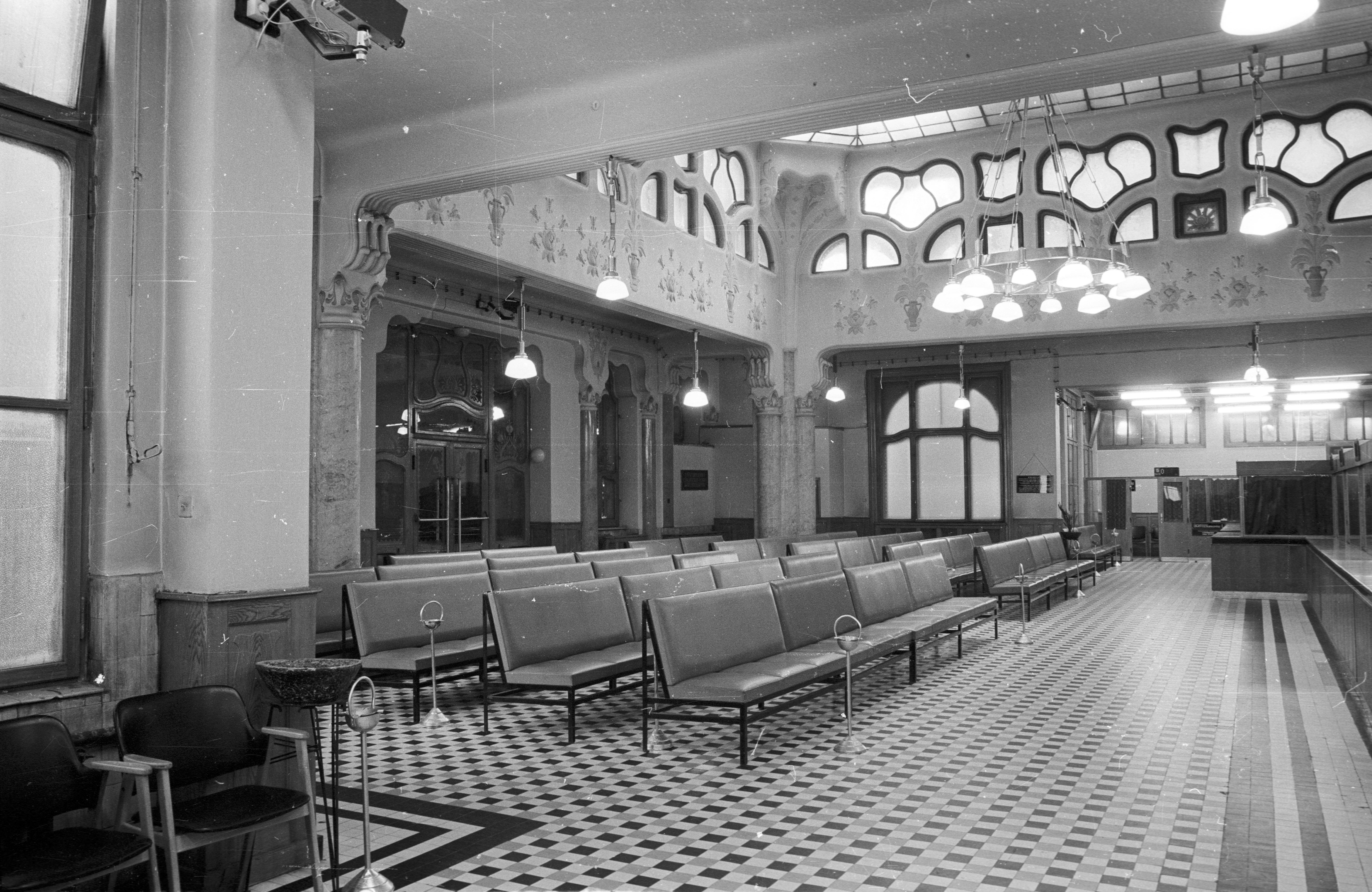
Belső tér
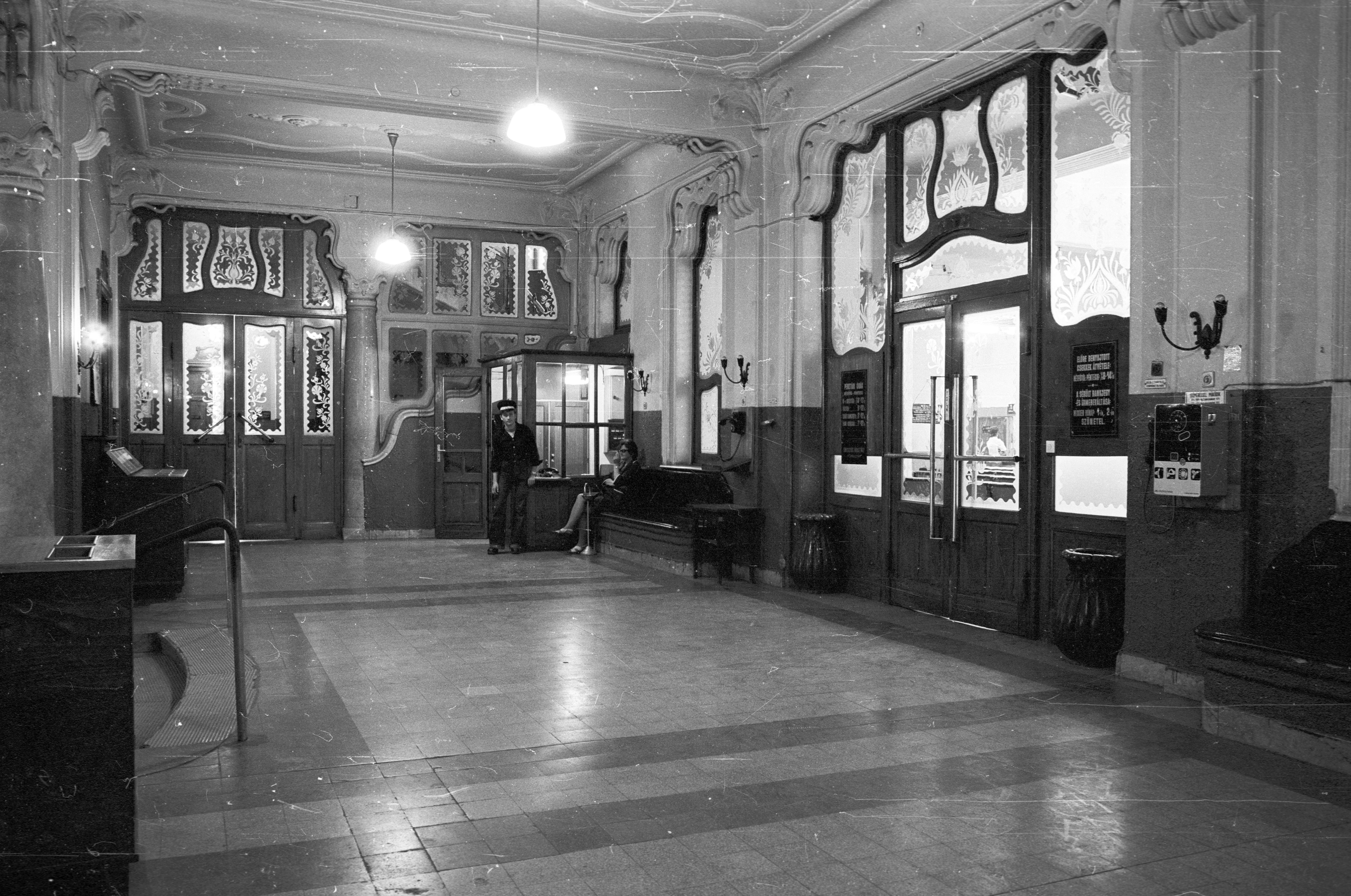
Belső tér
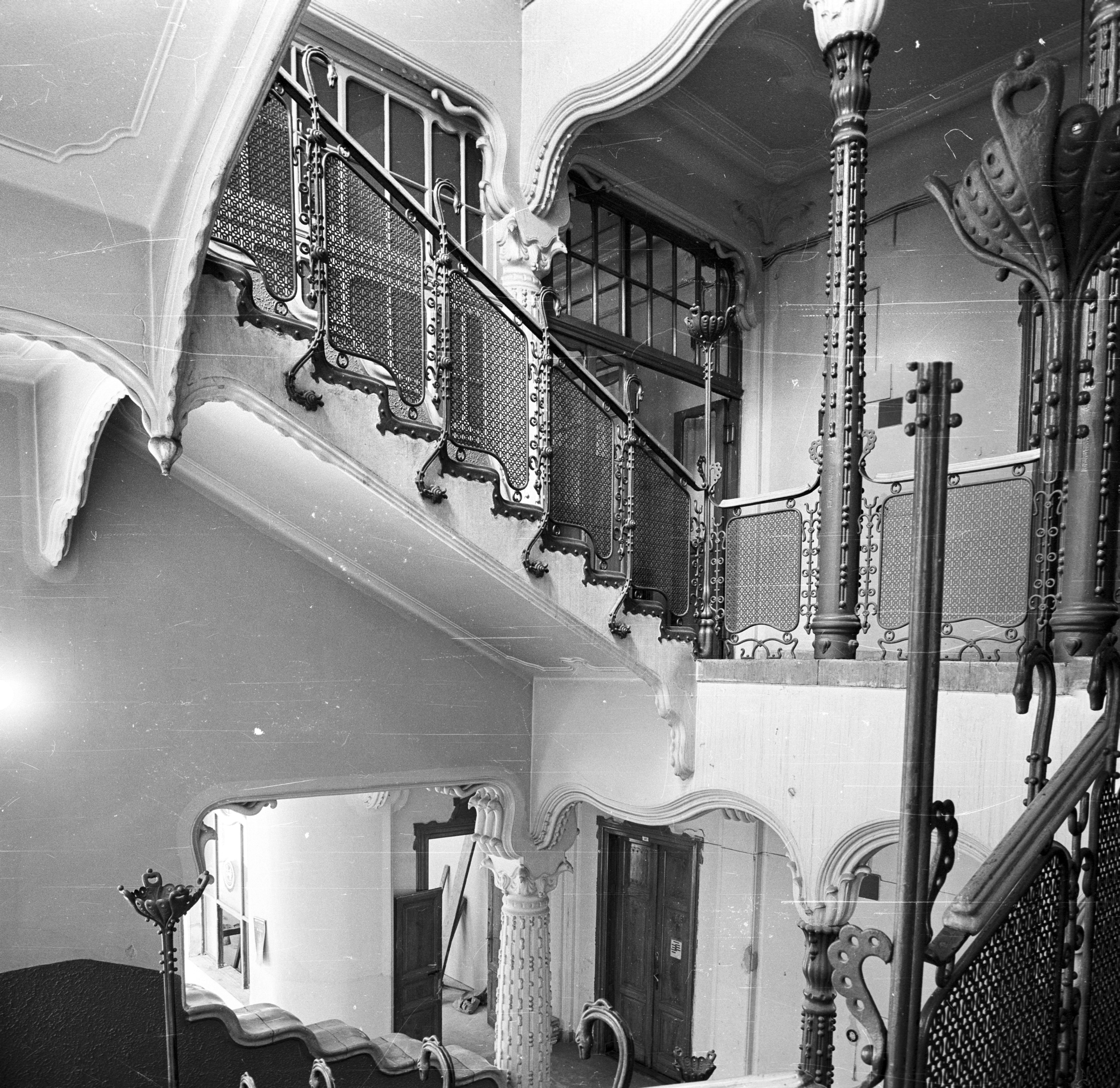
Lépcsőház
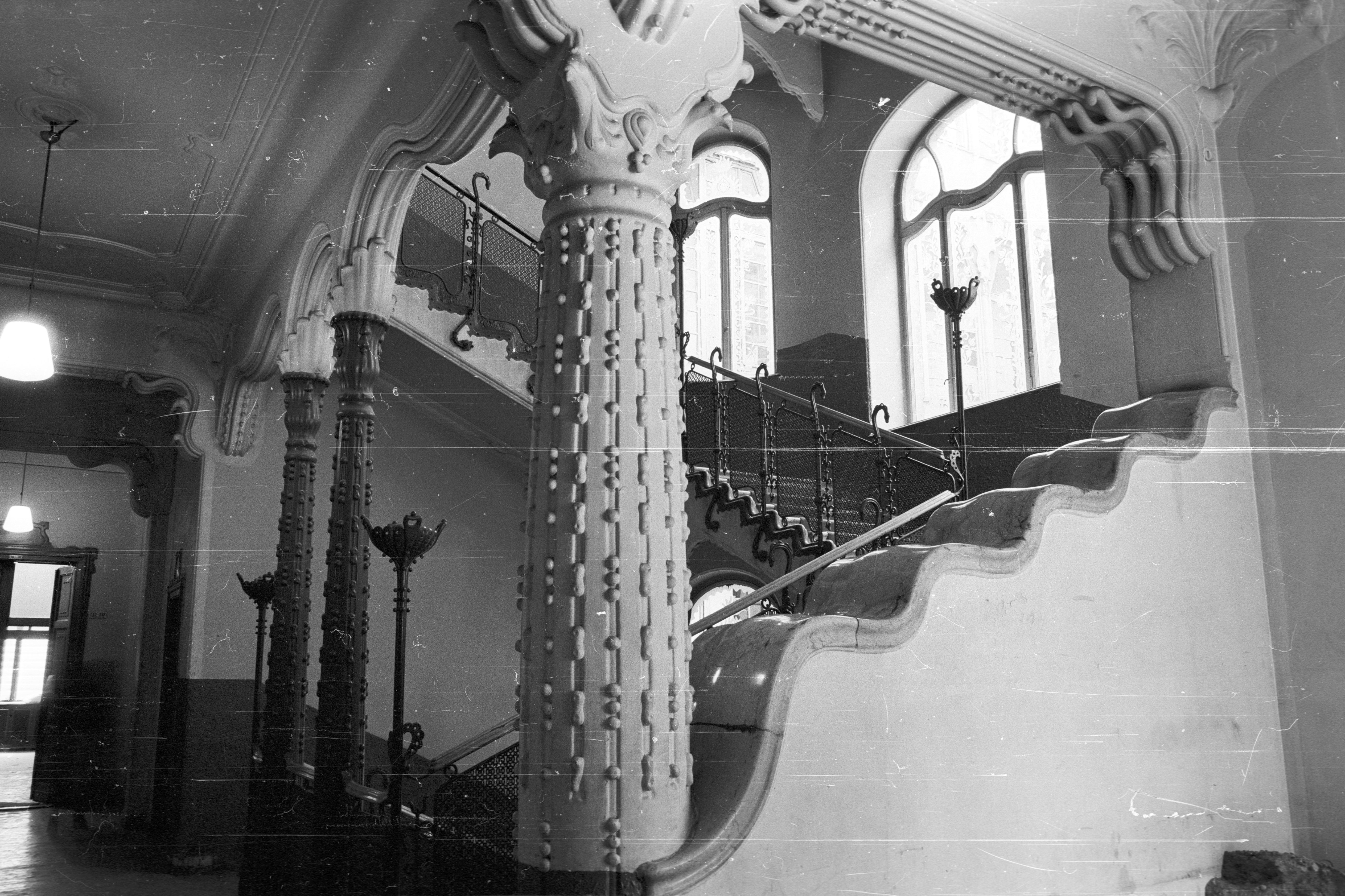
Lépcsőház
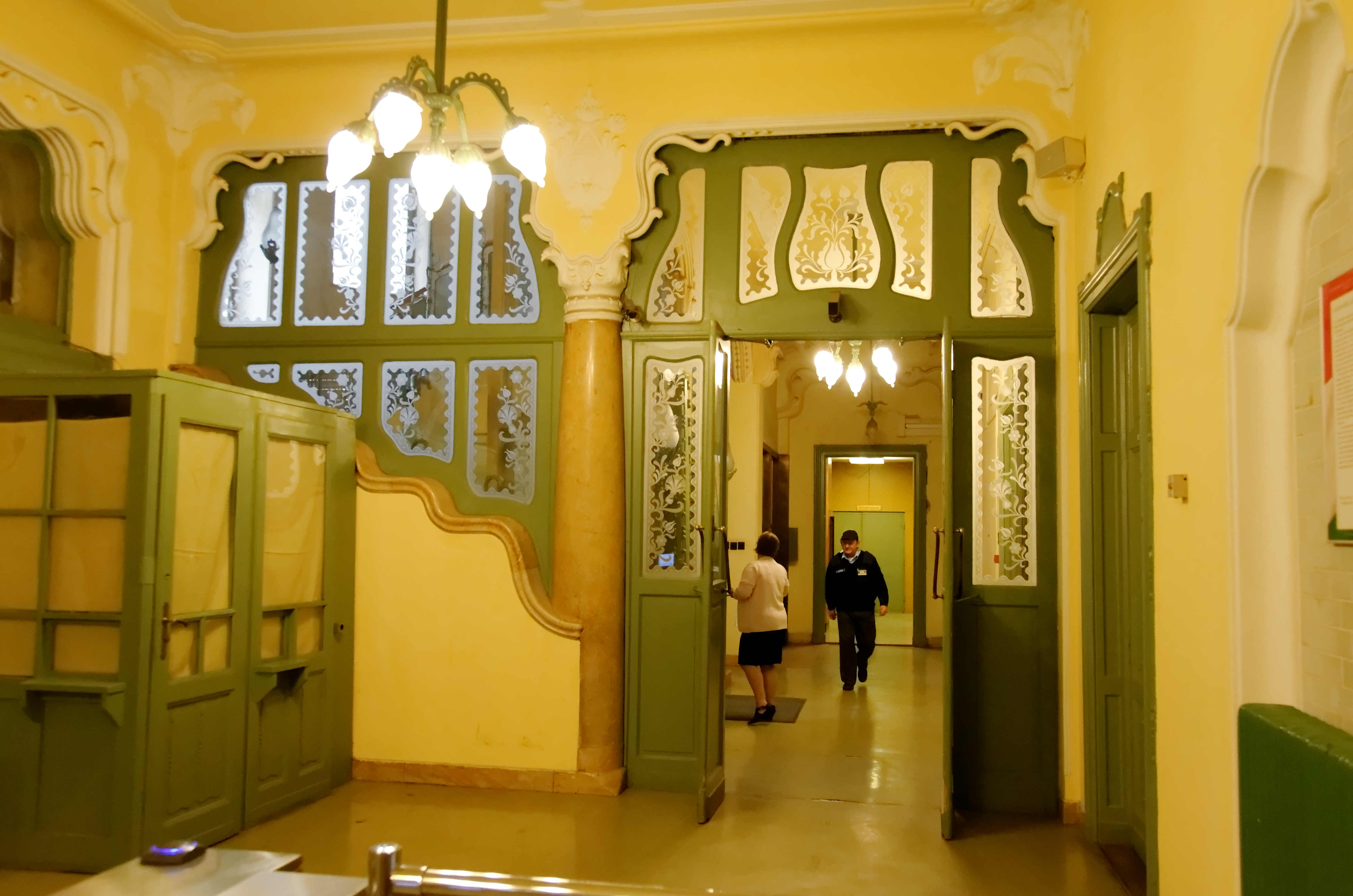
Belső tér
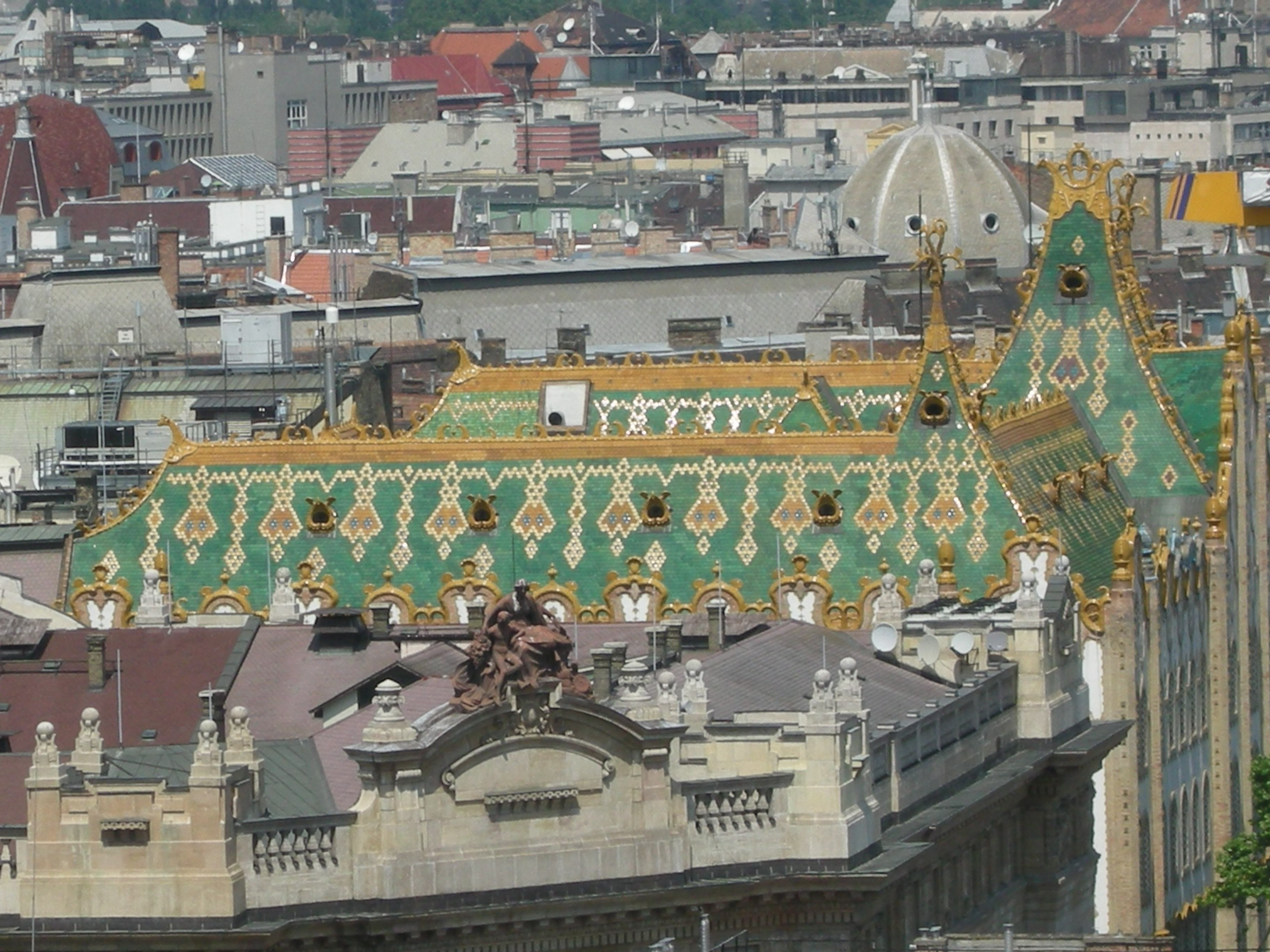
Tetőrészlet (zölddel)

## Külső hivatkozások
- Emlékirat a m. kir. Postatakarékpénztár fennállásának 50. évfordulója alkalmából, Budapest, 1936
- Körmendy József: A magyar postatakarékpénztár, Budapest, 1939
- Magyar Államkincstár honlapja
- Egyéb fényképek